# عزيزة إسماعيل
وان عزيزة بنت وان إسماعيل (بالملايوية: Wan Azizah Wan Ismail)‏ ، من مواليد 3 ديسمبر 1952 هي نائبة رئيس وزراء ماليزيا وزوجة نائب رئيس الوزراء الأسبق أنور إبراهيم، تركت الطب وخاضت غمار السياسة لتدافع عن زوجها أنور إبراهيم، تعتبر سياسية ماليزية بارزة حلت محل زوجها في قيادة المعارضة أثناء فترة سجنه عامي 1998 و 2015، وتحالفت مع مهاتير محمد الذي عينها نائبة له بموجب اتفاق معه، وذلك بعد فوزه في الانتخابات البرلمانية التي جرت في ماي 2018.

## النشأة
ذهبت لدراسة الطب في الكلية الملكية للجراحين في أيرلندا حيث حصلت على الميدالية الذهبية في التوليد وأمراض النساء، عملت طبيبة حكومية لمدة 14 عاما، ثم توجهت للعمل التطوعي .